# Jewgeni Jefimowitsch Tschertowski
Jewgeni Jefimowitsch Tschertowski (russisch Евгений Ефимович Чертовский, * 15. Februar 1902 in Ligowo bei Sankt Petersburg; † 1961) war ein sowjetischer Ingenieur und Erfinder.

## Leben
Als Ingenieur arbeitete er am luftfahrtmedizinischen Institut im damaligen Leningrad. Er war in den 1930er Jahren am sowjetischen Programm für einen ersten stratosphärischen Ballon, dem Ossoawiachim-1, beteiligt. 1931 entwarf er den ersten, noch unpraktikablen Druckanzug in Sankt Petersburg.
Bereits vier Jahre später im Jahre 1934 entwickelten die US-Amerikaner Wiley Post und Russell S. Colley von der Goodrich Corporation den ersten praktikablen Druckanzug. Am 5. September 1934 erreichte Post damit über Chicago eine Flughöhe von 40.000 Fuß. Das ermöglichte ihm, im Jetstream zu fliegen.